# ActiveSync
ActiveSync je synchronizační program mobilních zařízení s počítačem či serverem, vyvinutý firmou Microsoft. První verze vyšla dne 10. září 1996.
Mobilní zařízení musí být vybavena operačním systémem Windows Mobile nebo Windows CE, existuje i možnost použití operačních systémů Symbian a iPhone. Počítač pak operační systém Microsoft Windows až do verze Vista, ve které je ActiveSync nahrazen novým systémem Windows Mobile Device Center.
ActiveSync umožňuje synchronizaci kontaktů, kalendáře, úkolů, poznámek, záložek a souborů. Nejlépe spolupracuje s Microsoft Outlookem.